# Glenn Ashby
Pour les articles homonymes, voir Ashby.
Glenn Ashby, né le 1er septembre 1977 à Bendigo en Australie, est un skipper australien. 

## Biographie
Il a remporté un total de quatorze titres de champion du monde en catamarans Classe A, Tornado et F18. Il est également vice-champion olympique de Tornado en 2008 avec le barreur Darren Bundock.
En 2009, il devient entraîneur d'Oracle Racing, futur vainqueur de la coupe de l'America 2010. Il entraîne par la suite Dean Barker, skipper d'Emirates Team New Zealand, et intègre l'équipe en tant que régleur de l'aile.
Le 12 décembre 2022, il bat le record de vitesse à la voile terrestre à bord du char à voile Horonuku de l'Emirates Team New Zealand avec une vitesse de 222,4 km/h (120,09 kt) sur le lac salé Gairdner, en Australie.
Avec l'engin Horonuku il bat à nouveau ce record le 24 février 2023 à la vitesse de 225,58 km/h, toujours sur le lac Gairdner en Australie.